# Рыжегорлая оляпка
Рыжегорлая оляпка (лат. Cinclus schulzii) — вид певчих воробьиных птиц из семейства оляпковых (Cinclidae). Обитает в Южной Америке.
Живут на быстрых каменистых речках и ручьях в Андах на территории Боливии и Аргентины на высотах от 800 до 2500 м. Гнездится в зоне ольхи на высотах 1500—2500 м.
Популяция оценивается в 3—4 тысячи особей. МСОП присвоил таксону статус «Уязвимые виды» (VU). Угрозами для рыжегорлой оляпки считается строительство дамб, создание резервуаров и водохранилищ.